# Oedera uniflora
Oedera uniflora là một loài thực vật có hoa trong họ Cúc. Loài này được (L.f.) Anderb. & K.Bremer mô tả khoa học đầu tiên năm 1991.